# Jimmy Justice
James Little, más conocido como Jimmy Justice (15 de diciembre de 1939) es un actor y cantante británico. 

## Biografía
Nació el 15 de diciembre de 1939 en Carshalton, Surrey, Inglaterra.
En los años 1960 editó un único disco titulado When my little girl is smiling'.